# Aluminium(I)bromide
Aluminium(I)bromide, ook wel aluminiummonobromide genoemd, is een chemische verbinding met de verhoudingsformule AlBr. Het wordt bij hoge temperatuur gevormd in de reactie van Br met Al.  Rond kamertemperatuur disproportioneert het naar het meer bekende aluminiumbromide met de verhoudingsformule {\displaystyle {\ce {AlBr3}}}:
{\displaystyle {\ce {6/n[AlBr]n\ ->\ Al2Br6\ +4Al}}}
Bij temperaturen boven 1000 °C ontstaat weer {\displaystyle {\ce {AlBr}}}